# Stenopogon hamus
Stenopogon hamus là một loài ruồi trong họ Asilidae. Stenopogon hamus được Martin miêu tả năm 1968. Loài này phân bố ở vùng Tân Bắc giới.